# Balance de masa de un glaciar

A nivel mundial, la masa de los glaciares ha disminuido de manera persistente (línea azul), con la tasa de disminución aumentando en los últimos años (barras rojas).

En estos "glaciares de referencia", el derretimiento estacional de los glaciares contribuye a la escorrentía; el balance anual (cambio neto de la masa glaciar) contribuye al aumento del nivel del mar.

Es crucial para la supervivencia de un glaciar su balance de masa, del cual el balance de masa superficial (SMB), es la diferencia entre acumulación y ablación (sublimación y fusión). El cambio climático puede provocar variaciones tanto en la temperatura como en las nevadas, lo que provoca cambios en la superficie del balance de masa.  Los cambios en el balance de masa controlan el comportamiento a largo plazo de un glaciar y son los indicadores climáticos más dicientes de un glaciar.  Entre 1980 y 2012, el promedio de masa perdida de los glaciares que se reportan al Servicio Mundial de Monitoreo de Glaciares fue de -16 m. Esto incluye 23 años consecutivos de balances negativos de masa. 
Un glaciar con un balance negativo sostenido, se encuentra fuera de equilibrio y empezara a retroceder, mientras que uno con un balance positivo sostenido, está fuera de equilibrio y empezara a avanzar. La disminución de los glaciares provoca la pérdida de la región baja del glaciar. Dado que las elevaciones más altas son más frías que las zonas más bajas, la desaparición de la porción más baja del glaciar reduce la ablación general, aumentando así el equilibrio de masa y restableciendo potencialmente el equilibrio. Sin embargo, si el balance de masa de una porción significativa de la zona de acumulación del glaciar es negativa, esta se encuentra en desequilibrio con el clima local. Un glaciar que se encuentra en estas condiciones, se derretirá si se mantiene este clima.  El síntoma más claro de un glaciar en desequilibrio es el adelgazamiento a lo largo de toda su longitud.  Por ejemplo, el glaciar Easton (foto abajo) en unas pocas décadas, probablemente se reducirá a la mitad de su tamaño, pero a un ritmo más lento, y se estabilizará en ese tamaño, a pesar de que la temperatura sea cálida. Sin embargo, el glaciar Grinnell (foto abajo) se reducirá a un ritmo cada vez mayor hasta desaparecer. La diferencia es que la parte superior del glaciar Easton se mantiene saludable y cubierta de nieve, mientras que incluso la zona alta del glaciar Grinnell está descubierta, se está derritiendo y se ha adelgazado. Los glaciares pequeños con pendientes poco profundas, como el glaciar Grinnell, tienen más probabilidades de desequilibrarse si se produce un cambio en el clima local.
En el caso de un balance de masa positivo, el glaciar continuará avanzando, expandiendo su área a baja altitud, lo que resultará en un mayor derretimiento. Si esto aún no genera un equilibrio, el glaciar seguirá avanzando. Si un glaciar se encuentra cerca de un gran cuerpo de agua, especialmente un océano, puede avanzar hasta que la pérdida de icebergs por desprendimiento genere un equilibrio.

## Definiciones

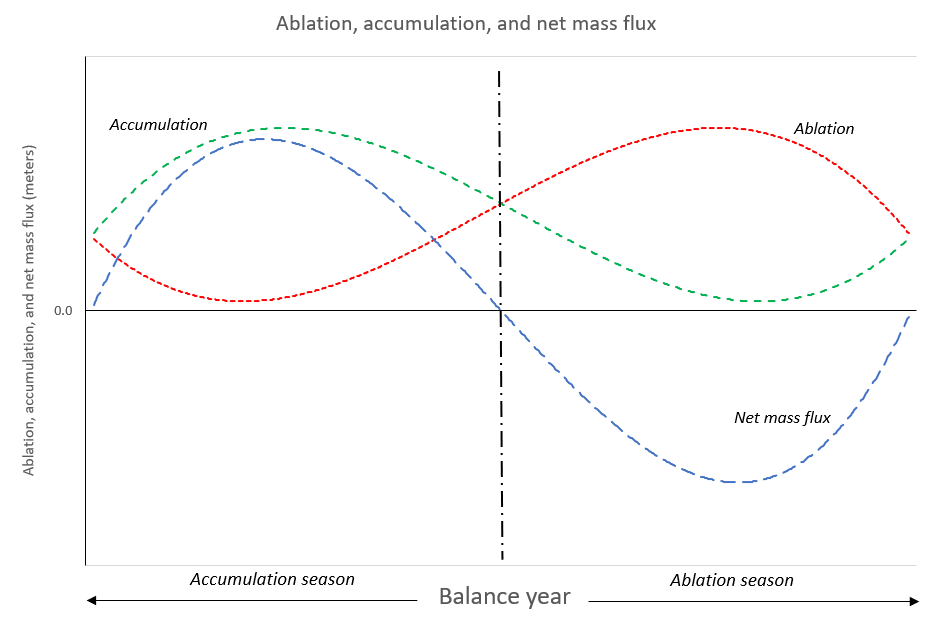
Acumulación, ablación (aquí mostrada como positiva) y el flujo neto de masa de un glaciar (la suma de ambas, considerando la ablación como negativa). Un año de balance es la combinación de una temporada de acumulación y una temporada de ablación.

### Acumulación
Los diferentes procesos mediante los cuales un glaciar puede ganar masa se conocen colectivamente como acumulación. La caída de nieve es la forma más evidente de acumulación. Las avalanchas, especialmente en ambientes montañosos empinados, también pueden añadir masa a un glaciar. Otros métodos incluyen la deposición de nieve transportada por el viento; la congelación de agua líquida, incluyendo agua de lluvia y agua de deshielo; la deposición de escarcha en varias formas; y la expansión de un área flotante de hielo por la congelación de hielo adicional sobre ella. Aunque la nevada es la forma predominante de acumulación en general, en situaciones específicas otros procesos pueden ser más importantes; por ejemplo, las avalanchas pueden ser mucho más significativas que las nevadas en pequeños circos glaciares.
La acumulación puede medirse en un solo punto del glaciar o en cualquier área del mismo. Las unidades de acumulación son metros: 1 metro de acumulación significa que la masa adicional de hielo en esa área, si se transformara en agua, aumentaría la profundidad del glaciar en 1 metro.

### Ablación
La ablación es el proceso opuesto a la acumulación e incluye todos los mecanismos mediante los cuales un glaciar puede perder masa. En la mayoría de los glaciares completamente terrestres, el principal proceso de ablación es la fusión; el calor que provoca esta fusión puede provenir de la radiación solar, del aire ambiente, de la lluvia que cae sobre el glaciar o del calor geotérmico desde el lecho glaciar. La sublimación del hielo directamente a vapor es un mecanismo importante de ablación en ambientes áridos, altitudes elevadas y regiones extremadamente frías, y en algunos casos puede representar la totalidad de la pérdida de hielo superficial, como ocurre en el glaciar Taylor, en las Montañas Transantárticas. La sublimación requiere una gran cantidad de energía en comparación con la fusión, por lo que niveles elevados de sublimación tienden a reducir la ablación total.
El viento también puede erosionar la nieve de la superficie glaciar, y las avalanchas pueden retirar tanto nieve como hielo; estos procesos pueden ser significativos en ciertos glaciares. El calving (desprendimiento de hielo), mediante el cual bloques de hielo se separan del frente del glaciar al terminar en un cuerpo de agua, formando icebergs, representa una forma importante de ablación para muchos glaciares.
Al igual que la acumulación, la ablación puede medirse en un punto específico del glaciar o en una zona determinada del mismo, y sus unidades se expresan en metros.

### Tasas, flujo de masa y año de balance
Los glaciares suelen acumular masa durante una parte del año y perder masa durante el resto; estas se conocen, respectivamente, como la "temporada de acumulación" y la "temporada de ablación". Esta definición implica que la tasa de acumulación es mayor que la tasa de ablación durante la temporada de acumulación, y que ocurre lo contrario durante la temporada de ablación. Un "año de balance" se define como el tiempo entre dos mínimos consecutivos en la masa del glaciar, es decir, desde el inicio de una temporada de acumulación hasta el inicio de la siguiente. La superficie de nieve en estos mínimos, donde comienza nuevamente la acumulación al inicio de cada temporada de acumulación, puede identificarse en la estratigrafía de la nieve, por lo que el uso de los años de balance para medir el balance de masa glaciar se conoce como el método estratigráfico. La alternativa es utilizar una fecha fija en el calendario, pero esto requiere una visita de campo al glaciar cada año en esa fecha específica, lo cual no siempre es posible cumplir estrictamente, por lo que el método del año fijo puede presentar limitaciones. 

### Balance de masa
El balance de masa de un glaciar es el cambio neto en su masa a lo largo de un año de balance o un año fijo. Si la acumulación excede la ablación en un año determinado, el balance de masa es positivo; si ocurre lo contrario, el balance de masa es negativo. Estos términos pueden aplicarse a un punto específico del glaciar, dando lugar al “balance de masa específico” para ese punto; o bien al glaciar en su totalidad, o a cualquier área dentro de él. 
En muchos glaciares, la acumulación se concentra durante el invierno y la ablación durante el verano; a estos se les conoce como glaciares de “acumulación invernal”. En otros casos, el clima local provoca que tanto la acumulación como la ablación ocurran en la misma estación. Estos se denominan glaciares de “acumulación estival”; hay ejemplos de este tipo en el Himalaya y el Tíbet. En estos glaciares, las capas que permiten monitorear fácilmente a los glaciares de acumulación invernal mediante el método estratigráfico no son utilizables, por lo que se prefiere el monitoreo por fechas fijas. 

### Línea de equilibrio
En los glaciares cuya acumulación ocurre principalmente en invierno, el balance de masa específico suele ser positivo en la parte superior del glaciar; es decir, la zona de acumulación se encuentra en la parte alta de su superficie. La línea que divide esta zona de acumulación de la zona de ablación —la parte baja del glaciar— se conoce como línea de equilibrio. Esta es la altitud a la que el balance neto específico es cero.
La altitud de la línea de equilibrio, abreviada como ELA (por sus siglas en inglés), es un indicador clave del estado de salud del glaciar. Dado que la ELA suele ser más fácil de medir que el balance de masa total del glaciar, con frecuencia se utiliza como un indicador representativo de este.

### Símbolos
Las variables estándar más utilizadas en la investigación del balance de masa son:
- a – ablación
- c – acumulación
- b – balance de masa (c + a)
- ρ – densidad
- h – espesor del glaciar
- S – área
- V – volumen
- AAR – proporción del área de acumulación (accumulation-area ratio)
- ELA – altitud de la línea de equilibrio (equilibrium-line altitude)

Por defecto, una letra en minúscula se refiere al valor en un punto específico de la superficie del glaciar; una letra en mayúscula representa el valor correspondiente a todo el glaciar.

## Métodos de medición

### Balance de masa

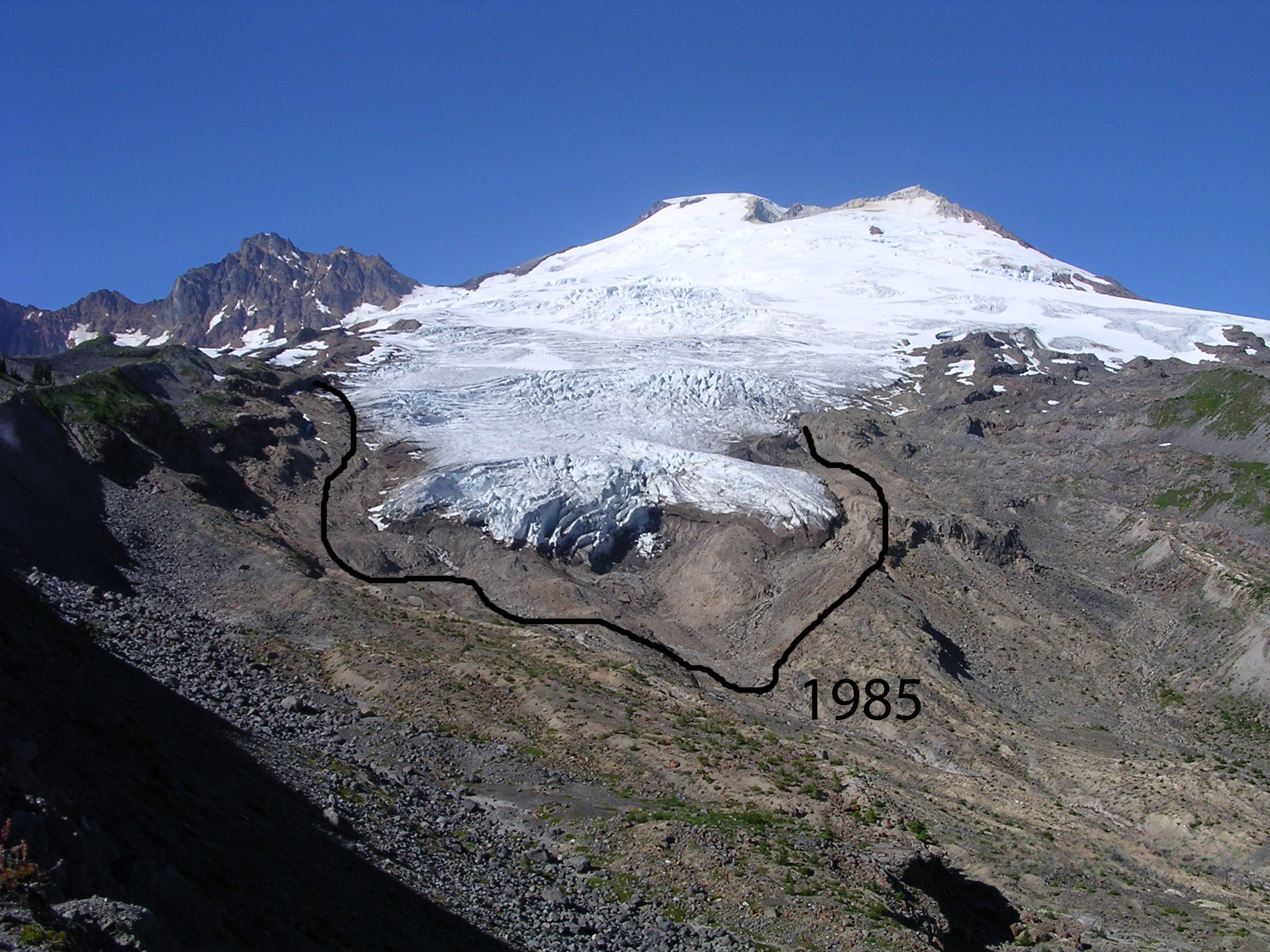
El glaciar Easton, que retrocedió 255 metros entre 1990 y 2005, se espera que alcance el equilibrio.

Para determinar el balance de masa en la zona de acumulación, se mide la profundidad del manto nival mediante sondeos, calicatas o estratigrafía de grietas. La estratigrafía de grietas utiliza las capas anuales visibles en las paredes de una grieta, similares a los anillos de los árboles, formadas por el depósito de polvo en verano y otros efectos estacionales.
La ventaja de este método es que proporciona una medición bidimensional del espesor del manto de nieve, en lugar de una medición puntual. Además, es útil en profundidades donde los sondeos o las calicatas no son viables.
En los glaciares templados, la resistencia al insertar una sonda aumenta de forma brusca cuando la punta alcanza el hielo formado el año anterior. La profundidad alcanzada indica la acumulación neta por encima de esa capa.

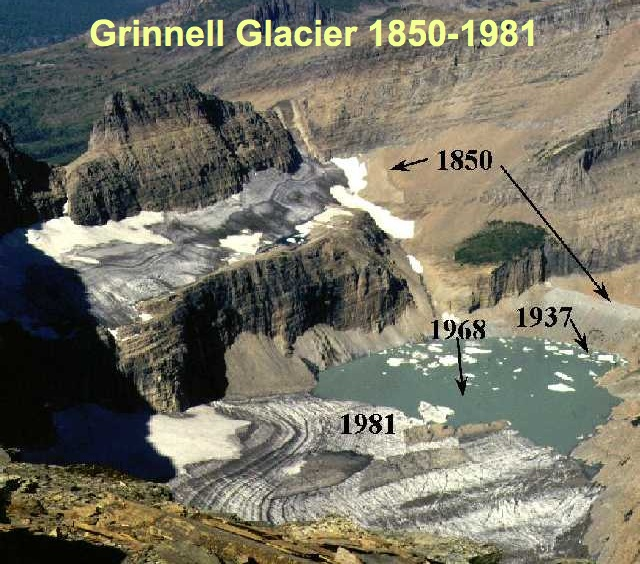
El glaciar Grinnell, en el Parque Nacional Glacier (EE. UU.), muestra un retroceso de 1,1 km desde 1850, según el USGS.

Las calicatas, que se excavan a través del manto de nieve residual del invierno anterior, permiten determinar tanto la profundidad como la densidad del manto nival. El balance de masa del manto de nieve se calcula multiplicando la densidad por la profundidad.
Independientemente del método utilizado para medir la profundidad, el valor observado se multiplica por la densidad para obtener la acumulación en equivalente de agua. Es necesario medir la densidad en primavera, ya que esta varía con el tiempo. Sin embargo, las mediciones realizadas al final de la temporada de ablación suelen ser consistentes para una misma zona de glaciares alpinos templados, por lo que no es necesario repetirlas cada año.
En la zona de ablación, las mediciones se realizan utilizando estacas insertadas verticalmente en el glaciar, ya sea al final de la temporada de deshielo anterior o al inicio de la actual. Al final de la temporada de ablación, se mide la parte de la estaca que ha quedado expuesta por el deshielo del hielo. La mayoría de estas estacas deben reemplazarse cada año, o incluso a mitad del verano.

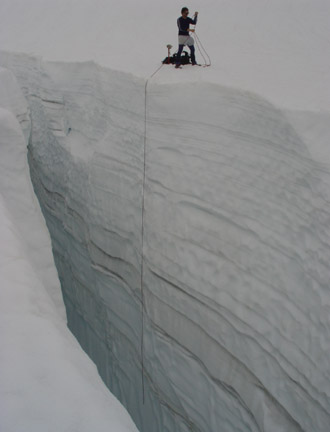
Midiendo la capa de nieve en una grieta del glaciar Easton, en las Cascadas del Norte, EE. UU., se hace evidente la naturaleza bidimensional de las capas anuales.

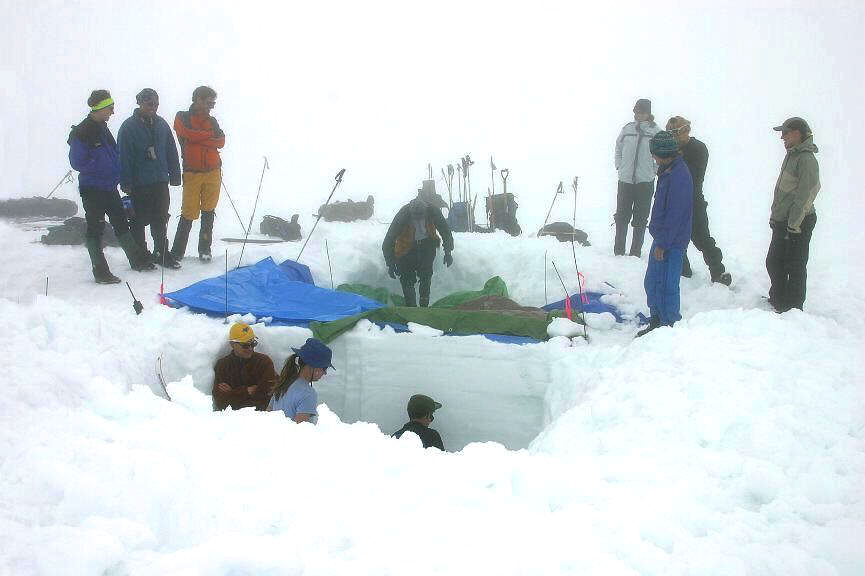
Medir la capa de nieve en el glaciar Taku, en Alaska, es un proceso lento e ineficiente, pero muy preciso.

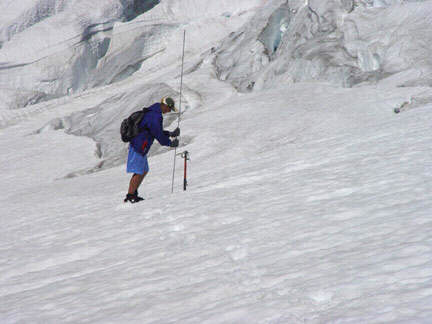
Medir la capa de nieve en el glaciar Easton sondeando hasta la superficie impenetrable anterior permite obtener una medición puntual rápida y precisa de la capa de nieve.

### Balance neto
El balance neto es el balance de masa determinado entre dos mínimos sucesivos de balance de masa. Este método, conocido como método estratigráfico, se centra en los mínimos, que representan un horizonte estratigráfico.
En las latitudes medias del hemisferio norte, el año glaciar sigue el año hidrológico, comenzando y terminando cerca de principios de octubre. El mínimo del balance de masa coincide con el final de la temporada de deshielo.
El balance neto se obtiene sumando el balance invernal observado (bw), que normalmente se mide en abril o mayo, y el balance estival (bs), medido en septiembre o a comienzos de octubre.

### Balance anual
El balance anual es el balance de masa medido entre fechas específicas. Esta medición se realiza en una fecha fija cada año, usualmente cerca del inicio de octubre en las latitudes medias del hemisferio norte.

### Métodos geodésicos
Los métodos geodésicos son una forma indirecta de determinar el balance de masa de un glaciar. Consisten en comparar mapas del glaciar tomados en dos momentos distintos, y a partir de la diferencia observada en el espesor del glaciar, calcular el balance de masa a lo largo de un periodo de años. Actualmente, esto se realiza de manera más precisa usando Sistemas de Posicionamiento Global Diferencial (Differential GPS).
A veces, los datos más antiguos sobre la superficie del glaciar provienen de imágenes utilizadas para elaborar mapas topográficos y modelos digitales de elevación.
El mapeo aéreo o la fotogrametría se usan hoy en día para cubrir glaciares más grandes y capas de hielo, como las que se encuentran en la Antártida y Groenlandia. Sin embargo, debido a los problemas para establecer puntos de control terrestre precisos en terrenos montañosos, y a la dificultad para correlacionar características en superficies nevadas o con mucha sombra, los errores de elevación suelen ser de al menos 10 metros (32 pies).
La altimetría láser permite medir la elevación de un glaciar a lo largo de una trayectoria específica, por ejemplo, a lo largo de su línea central. La diferencia entre dos mediciones de este tipo indica el cambio en el espesor, lo cual permite calcular el balance de masa durante el intervalo de tiempo entre ambas mediciones.

## Investigación sobre el balance de masa en todo el mundo.

El derretimiento de la masa glaciar está relacionado de forma aproximadamente lineal con el aumento de la temperatura.Según los compromisos nacionales actuales, se proyecta que la temperatura media global aumente en +2,7 °C respecto a la era preindustrial, lo que provocaría la pérdida de aproximadamente la mitad de los glaciares de la Tierra para el año 2100, con un aumento del nivel del mar de 115 ± 40 milímetros.

Se han llevado a cabo estudios sobre el balance de masa en varios países del mundo, pero en su mayoría se han realizado en el hemisferio norte, debido a que en ese hemisferio hay más glaciares en latitudes medias. El Servicio Mundial de Monitoreo de Glaciares (World Glacier Monitoring Service) recopila anualmente las mediciones del balance de masa a nivel mundial. Entre 2002 y 2006, solo se dispone de datos continuos para 7 glaciares en el hemisferio sur y 76 en el hemisferio norte. El balance medio de estos glaciares fue el más negativo registrado en cualquier año durante 2005/06. La similitud en la respuesta de los glaciares en el oeste de América del Norte indica la naturaleza a gran escala del cambio climático que los impulsa.

### Alaska
El glaciar Taku, cerca de Juneau, Alaska, ha sido estudiado por el Juneau Icefield Research Program desde 1946, siendo el estudio continuo más largo sobre el balance de masa de un glaciar en América del Norte. El Taku es el glaciar alpino templado más grueso conocido en el mundo, y experimentó un balance de masa positivo entre 1946 y 1988, lo que resultó en un gran avance del glaciar. Desde entonces, ha mostrado una tendencia negativa en su balance de masa. El Juneau Icefield Research Program también ha estudiado el balance de masa del glaciar Lemon Creek desde 1953. Este glaciar ha tenido un balance medio anual de −0,44 m por año entre 1953 y 2006, lo que ha resultado en una pérdida media de más de 27 metros de espesor de hielo. Esta pérdida ha sido confirmada mediante altimetría láser.

### Balance de masa de los glaciares en Austria
El balance de masa de los glaciares Hintereisferner y Kesselwandferner en Austria ha sido monitoreado de forma continua desde 1952 y 1965, respectivamente. Con 55 años de mediciones continuas, el Hintereisferner tiene uno de los períodos de estudio continuo más largos de cualquier glaciar del mundo, basado en datos medidos y un método de evaluación consistente. Actualmente, esta red de medición incluye alrededor de 10 pozos de nieve y unas 50 estacas de ablación distribuidas a lo largo del glaciar. En cuanto a los balances específicos acumulados, el Hintereisferner experimentó una pérdida neta de masa entre 1952 y 1964, seguida de un período de recuperación hasta 1968. Alcanzó un mínimo intermitente en 1976, se recuperó brevemente en 1977 y 1978, y ha perdido masa de manera continua durante los 30 años siguientes. La pérdida total de masa ha sido de 26 metros desde 1952. El glaciar Sonnblickkees ha sido medido desde 1957 y ha perdido 12 metros de masa, con una pérdida anual promedio de −0,23 metros por año.

### Nueva Zelanda
Los estudios sobre el balance de masa glaciar se han llevado a cabo en Nueva Zelanda desde 1957. El glaciar Tasman ha sido estudiado desde entonces por el Servicio Geológico de Nueva Zelanda y, posteriormente, por el Ministerio de Obras, midiendo la estratigrafía del hielo y el movimiento general del glaciar. Sin embargo, incluso antes, ya se habían documentado patrones de fluctuación en los glaciares Franz Josef y Fox en 1950. Otros glaciares estudiados en la Isla Sur incluyen el glaciar Ivory desde 1968, mientras que en la Isla Norte se han realizado investigaciones sobre el retroceso glaciar y el balance de masa en los glaciares del monte Ruapehu desde 1955. En el monte Ruapehu, estaciones fotográficas permanentes permiten tomar fotografías repetidas para proporcionar evidencia visual de los cambios en los glaciares de la montaña a lo largo del tiempo.
Se ha llevado a cabo un estudio fotográfico aéreo de 50 glaciares en la Isla Sur casi todos los años desde 1977. Los datos se utilizaron para demostrar que entre 1976 y 2005 hubo una pérdida del 10% en el volumen de los glaciares.

### Programa de balance de masa glaciar de North Cascade
El Proyecto Climático de los Glaciares de North Cascade mide el balance anual de 10 glaciares, más que cualquier otro programa en América del Norte, con el fin de monitorear toda una cadena montañosa glaciada. Este fue considerado una alta prioridad por la Academia Nacional de Ciencias en 1983. Estos registros se extienden desde 1984 hasta 2008 y representan el único conjunto de datos que documenta los cambios en el balance de masa de toda una cordillera cubierta de glaciares. El balance anual promedio de los glaciares de North Cascade ha sido de −0,48 m/a entre 1984 y 2008, lo que implica una pérdida acumulada de espesor de más de 13 metros, o entre el 20 y el 40 % de su volumen total desde 1984, debido a balances de masa negativos. La tendencia en el balance de masa se ha vuelto cada vez más negativa, lo que está impulsando un mayor retroceso y adelgazamiento de los glaciares.

### Noruega – Programa de balance de masa
Noruega mantiene el programa de balance de masa glaciar más extenso del mundo, financiado en gran parte por la industria hidroeléctrica. Actualmente (2012), se realizan mediciones de balance de masa en quince glaciares del país. En el sur de Noruega, seis de estos glaciares han sido medidos de forma continua desde 1963 o antes, y conforman un perfil de oeste a este que va desde el glaciar marítimo Ålfotbreen, cercano a la costa occidental, hasta el glaciar continental Gråsubreen, en la parte oriental de Jotunheimen. El glaciar Storbreen, en Jotunheimen, ha sido medido durante más tiempo que cualquier otro glaciar en Noruega, desde 1949, mientras que el glaciar Engabreen, en Svartisen, posee la serie de mediciones más larga del norte de Noruega (desde 1970). El programa noruego es donde se derivaron en gran medida los métodos tradicionales de medición del balance de masa.

### Suecia – Storglaciären
La estación de investigación de Tarfala, ubicada en la región de Kebnekaise en el norte de Suecia, es operada por la Universidad de Estocolmo. Fue allí donde se inició el primer programa de balance de masa glaciar inmediatamente después de la Segunda Guerra Mundial, y continúa activo hasta la actualidad. Este estudio marcó el inicio del registro de balance de masa del glaciar Storglaciären, y constituye el estudio continuo más largo de este tipo en el mundo. Storglaciären ha tenido un balance de masa negativo acumulado de −17 metros entre 1946 y 2006. El programa comenzó a monitorear el glaciar Rabots en 1982, Riukojietna en 1985 y Mårmaglaciären en 1988. Los tres glaciares han registrado un marcado balance de masa negativo desde que comenzó su monitoreo.

### Islandia – Balance de masa glaciar
El balance de masa glaciar se mide una o dos veces al año mediante numerosas estacas colocadas en varios casquetes de hielo en Islandia, bajo la supervisión de la Autoridad Nacional de Energía. Desde 1988 se han realizado mediciones regulares de balance de masa mediante pozos y estacas en el lado norte del Hofsjökull, y de manera similar en el Þrándarjökull desde 1991. Se han establecido perfiles de balance de masa (con pozos y estacas) en los lados este y suroeste del Hofsjökull desde 1989. Perfiles similares han sido evaluados en los glaciares de salida Tungnaárjökull, Dyngjujökull, Köldukvíslarjökull y Brúarjökull del Vatnajökull desde 1992, así como en el glaciar de salida Eyjabakkajökull desde 1991.

### Programa suizo de balance de masa
Los cambios temporales en la distribución espacial del balance de masa resultan principalmente de variaciones en la acumulación y el deshielo en la superficie. Como consecuencia, las variaciones en la masa de los glaciares reflejan cambios en el clima y en los flujos de energía en la superficie terrestre. Los glaciares suizos Gries, en los Alpes centrales, y Silvretta, en los Alpes orientales, han sido medidos durante muchos años. La distribución de las tasas de acumulación y ablación estacional se mide in situ. Los métodos tradicionales de campo se combinan con técnicas de teledetección para rastrear los cambios en la masa, la geometría y el comportamiento del flujo de ambos glaciares. Estas investigaciones contribuyen a la Red Suiza de Monitoreo de Glaciares y a la red internacional del Servicio Mundial de Monitoreo de Glaciares (WGMS, por sus siglas en inglés).

### Servicio Geológico de los Estados Unidos (USGS)
El USGS opera un programa de monitoreo de glaciares "de referencia" a largo plazo, que se utiliza para examinar el cambio climático, el balance de masa glaciar, el movimiento de los glaciares y el caudal de los ríos. Este programa se lleva a cabo desde 1965 y ha estado estudiando tres glaciares en particular. El glaciar Gulkana, en la cordillera de Alaska, y el glaciar Wolverine, en las cadenas montañosas costeras de Alaska, han sido monitoreados desde 1965, mientras que el glaciar South Cascade, en el estado de Washington, ha sido monitoreado de forma continua desde el Año Geofísico Internacional de 1957. Este programa supervisa un glaciar en cada una de estas cordilleras, recopilando datos detallados para comprender la hidrología glaciar y las interacciones entre el clima y los glaciares.

### Servicio Geológico de Canadá - Sección de Glaciología (GSC)
El GSC opera el Sistema Canadiense de Observación del Clima y los Glaciares como parte de su Programa de Geociencia del Cambio Climático. En colaboración con universidades, lleva a cabo monitoreo e investigaciones sobre los cambios glaciar-climáticos, los recursos hídricos y el aumento del nivel del mar, utilizando una red de sitios de observación de referencia ubicados en la Cordillera y en el Archipiélago Ártico Canadiense. Esta red se complementa con evaluaciones por teledetección de los cambios regionales de los glaciares. Los sitios en la Cordillera incluyen los glaciares Helm, Place, Andrei, Kaskawulsh, Haig, Peyto, Ram River, Castle Creek, Kwadacha y Bologna Creek. En el Archipiélago Ártico se incluyen los glaciares White, Baby y Grise, y los casquetes de hielo Devon, Meighen, Melville y Agassiz. Los sitios de referencia del GSC se monitorean mediante el método glaciológico estándar basado en estacas (estratigráfico) y evaluaciones geodésicas periódicas utilizando LIDAR aerotransportado. Información detallada, datos de contacto y base de datos están disponibles aquí:. El glaciar Helm (−33 m) y el glaciar Place (−27 m) han perdido más del 20 % de su volumen total desde 1980. El glaciar Peyto (−20 m) se encuentra cerca de esta cifra. En contraste, el glaciar White en el Ártico canadiense ha mostrado una pérdida menos severa, con (−6 m) desde 1980.

### Red de balance de masa en Bolivia
La red de monitoreo glaciar en Bolivia, una rama del sistema de observación glacio-hidrológico instalado a lo largo de los Andes tropicales por el IRD y sus socios desde 1991, ha monitoreado el balance de masa de los glaciares Zongo (6000 m s. n. m.), Chacaltaya (5400 m s. n. m.) y Charquini (5380 m s. n. m.). Se ha utilizado un sistema de estacas con observaciones de campo frecuentes, en algunos casos mensuales. Estas mediciones se han realizado en conjunto con estudios del balance energético para identificar las causas del rápido retroceso y la pérdida de masa de estos glaciares tropicales. 

### Balance de masa en la ex Unión Soviética
Actualmente, existen estaciones glaciológicas en Rusia y Kazajistán. En Rusia hay dos estaciones: el glaciar Djankuat, en el Cáucaso, ubicado cerca del monte Elbrús, y el glaciar Aktru, en las montañas de Altái. En Kazajistán, hay una estación glaciológica en el glaciar Tuyuk-Su, en la cordillera de Tian Shan, ubicada cerca de la ciudad de Almaty.

### Modelo de balance de masa PTAA
El modelo de balance de masa glaciar PTAA (precipitación-temperatura-área-altitud), desarrollado recientemente con base en principios de Monte Carlo, representa una alternativa prometedora tanto a las mediciones manuales en campo como a los métodos geodésicos que emplean imágenes satelitales para estimar el balance de masa. Este modelo requiere únicamente observaciones diarias de precipitación y temperatura, generalmente registradas en estaciones meteorológicas de baja altitud, así como la distribución área-altitud del glaciar. Sus salidas son la acumulación de nieve diaria ({\displaystyle B_{c}}) y la ablación ({\displaystyle B_{a}}) para cada intervalo altitudinal, que se convierten en balance de masa mediante la fórmula {\displaystyle B_{n}=B_{c}-B_{a}}.
La acumulación de nieve ({\displaystyle B_{c}}) se calcula para cada intervalo área-altitud con base en la precipitación observada en una o más estaciones meteorológicas de baja altitud situadas en la misma región del glaciar, y en tres coeficientes que transforman la precipitación en acumulación de nieve. Es esencial utilizar estaciones meteorológicas establecidas, con registros largos e ininterrumpidos, que permitan calcular promedios anuales y otras estadísticas relevantes. La ablación ({\displaystyle B_{a}}), por su parte, se determina a partir de las temperaturas observadas en estaciones cercanas al glaciar. Las temperaturas máximas y mínimas diarias se convierten en valores de ablación mediante doce coeficientes.
En total, se emplean quince coeficientes independientes para convertir las observaciones de temperatura y precipitación en estimaciones de acumulación y ablación. Estos coeficientes se determinan mediante un procedimiento de optimización simplex que, con base en principios de Monte Carlo y muestreo aleatorio, calcula de forma automática y simultánea los valores óptimos de cada coeficiente. El modelo PTAA realiza múltiples iteraciones de cálculo del balance de masa, ajustando minuciosamente los resultados en cada paso.
El modelo ha sido probado en ocho glaciares ubicados en Alaska, Washington, Austria y Nepal. Los balances anuales calculados se compararon con mediciones directas durante aproximadamente 60 años en cinco glaciares: Wolverine y Gulkana (Alaska), Hintereisferner, Kesselwandferner y Vernagtferner (Austria). También se ha aplicado al glaciar Langtang en Nepal. Las regresiones lineales entre los balances modelados y los medidos se basan en un enfoque de muestra dividida, garantizando que los balances calculados sean independientes de las observaciones de temperatura y precipitación utilizadas.
Las regresiones entre balances anuales modelados y medidos arrojan valores de {\displaystyle R^{2}} entre 0,50 y 0,60. La aplicación del modelo al glaciar Bering en Alaska mostró una estrecha concordancia con la pérdida de volumen de hielo registrada entre 1972 y 2003 mediante métodos geodésicos. Su aplicación al glaciar Langtang, parcialmente cubierto de escombros, demostró su utilidad para estimar tanto el balance de masa como el escurrimiento en un glaciar del Himalaya.
La correlación entre la ablación de glaciares en la cordillera Wrangell (Alaska) y las temperaturas globales observadas en 7000 estaciones meteorológicas del hemisferio norte indica que los glaciares son más sensibles al clima global que las estaciones individuales, las cuales no muestran correlaciones similares.
La validación del modelo como herramienta para proyectar la respuesta de los glaciares del noroeste de Estados Unidos ante el cambio climático se ha demostrado mediante un enfoque jerárquico de modelado. Asimismo, el modelo PTAA ha sido aplicado en procesos de regionalización climática para estimar el balance de masa en los glaciares Bering y Hubbard, y ha sido validado en el glaciar Gulkana, considerado glaciar de referencia por el USGS.

## Evolución histórica de los balances de masa glaciar

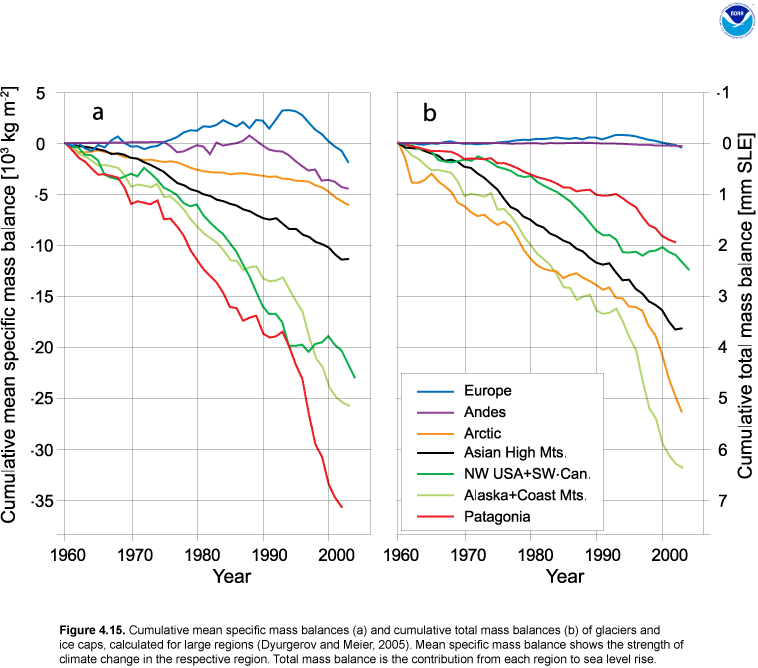
Balances de masa medias específicas acumuladas a lo largo del tiempo (a la izquierda) y balances de masa totales acumulados (a la derecha) de los glaciares en diferentes regiones geográficas. El esquema de la izquierda muestra la pérdida media en cada zona, expresada en toneladas por metro cuadrado, mientras que el de la derecha ilustra la contribución de cada zona al aumento del nivel del mar, expresada en milímetros.

La evolución del balance de masa de diferentes glaciares acumulado durante varios años proporciona información detallada sobre el cambio climático. Existen varios proyectos en el mundo que monitorean o han monitoreado este parámetro (IPCC, Agencia Europea de Medio Ambiente, Servicio Mundial de Monitoreo de Glaciares, así como organismos y proyectos a nivel nacional o local: US Geology Surveys, programa de investigación del campo de hielo de Juneau, Noruega, Suiza, etc.), los más antiguos se remontan a 1945. Las curvas plurianuales producidas muestran en la mayoría de los casos un retroceso de este balance de masa